# بيل هايز (لاعب كرة قاعدة)
بيل هايز (بالإنجليزية: Bill Hayes)‏ هو لاعب كرة قاعدة أمريكي، ولد في 24 أكتوبر 1957 في تشيفيرلي في الولايات المتحدة.

## وصلات خارجية
- بيل هايز على موقع دوري كرة القاعدة الرئيسي (الإنجليزية)
- بيل هايز على موقعبيزبول رفرنس.كوم (الدوري الرئيسي) (الإنجليزية)
- بيل هايز على موقعبيزبول رفرنس.كوم (الدوري الثانوي) (الإنجليزية)
- بيل هايز على موقع مشجعي الرسوم البيانية (الإنجليزية)